# Majnabbehamnen
Majnabbehamnen är en hamnanläggning på Södra Älvstranden i stadsdelen Majorna i Göteborg. 

## Historia
Hamnmagasin 47 färdigställdes på Majnabbekajen 1947 för Göteborgs hamn. Då Stigbergskajen blivit för trång, inleddes 1948 arbetet med Englandsterminalen - som invigdes den 7 maj 1951 av statsminister Tage Erlander "en betydelsefull tilldragelse för hela vårt lands näringsliv" Passagerarfartyget Patricia III var det första som anlöpte den nya hamnen. Flera virkesskjul fick rivas, och inför utvidgningen av Majnabbekajen 1954 försvann de sista. Hamnen hade då en kajlängd på 820 meter och ett kajdjup på mellan 5 och 10 meter — numera 485 meter och ett ungefärligt djup av 3-8 meter. Hamnen anlades för Svenska Lloyds passagerartrafik till London och formades som en pir. Den kostade 26 miljoner kronor att bygga och utrusta. Både kajer och skjul grundlades på träpålar; stödpålar i ett bärande gruslager och 30 meter långa pålar som inte bottnar i fast mark.   
Vid Londonpiren — kajerna 49-51 med en yta av 9 800 kvadratmeter — skulle huvudsakligen trafiken mellan Göteborg och London betjänas samt något senare även trafiken till Fredrikshamn. Kaj 51 fick ett vattendjup på 7 meter för englandsbåtarna, medan kaj 49 på älvsidan av piren, fick 10 meters djup för att kunna ta emot även transocean trafik. Kajplatserna 47 och 48 kom till då 10 meterskajen förlängdes österut, från Fiskhamnen och till Londonpiren. Vid kajplats 53 tillkom en terminal för Göteborg Frederikshavn Linjens (GFL:s) passagerar- och biltrafik. Englandstrafiken flyttades 1956 till Skandiahamnen, och den transoceana trafiken avvecklades 1977. Två nya passagerar- och bilfärjor beställdes 1979 av GFL, vilket innebar ett behov av utökning av deras hamnområde. Ett nytt färjeläge byggdes därefter ut vid kajplats 49, och kajskjul 49-51 fick samtidigt nytt kontor och nya passagerarlokaler. Tre järnvägsspår drogs fram till hamnområdet och 17 kranar fanns som mest på plats. Resenärer kunde därmed komma med tåg direkt fram till terminalen. Göteborgs första rulltrappa ledde in i byggnaden. Numera är järnvägsspåren rivna. Majnabbekajen byggdes ut 1948-58 i tre etapper.
Majviken var namnet på den administrationsbyggnad som även uppfördes, och 1962 byggdes kajskjul 47. År 2010 hade Majnabbehamnen en kajlängd av 485 meter och ett vattendjup av 3-8 meter. 

### Stängs som allmän hamn
Majnabbe stängde som allmän hamn 1977, då Sessan-rederierna tog över. GFL:s trafik övertogs av Stena Line 1980, och kajplatserna 51 och 53 ansågs då inte ändamålsenliga. I början av 1985 beslöts därför att hamnbassängen skulle fyllas ut mellan dessa kajer, då behovet var stort av större hanteringsytor. Efter utfyllnaden slopades färjelägena vid kajplatserna 51 och 53. Ro/ro-rampen som byggdes 1980 vid kajplats 49, kompletterades som ersättning med en ramp mot kajplats 48. Rampen var 27 meter bred och grundlades på fast botten. Den konstruerades för att klara 90 tons axeltryck, motsvarande 4 ton/kvadratmeter.
Hamnen används numera för Stena lines bilfärjor mot Kiel och Travemünde.